# Molophilus (Molophilus) aphantus
Molophilus (Molophilus) aphantus is een tweevleugelige uit de familie steltmuggen (Limoniidae). De soort komt voor in het Australaziatisch gebied.